# Khebez Dawle
Khebez Dawle (en árabe: خبز دولة) es una banda siria-libanesa de rock: formada en el 2012 en las ciudades de Damasco y Beirut, respectivas capitales de Siria y Líbano. Las canciones del grupo son cantados en el idioma nativo del grupo: el árabe. 
La banda desde 2017 residen en Berlín ya que el grupo emigro hacia Alemania, debido a la situación de la actual guerra civil siria, ya que el grupo se encuentra en el país como refugiados por esta misma situación, el grupo tuvo que migrar hacia varios países inicialmente hacia Líbano y posteriormente a países como Grecia, Croacia y Macedonia del Norte para encontrarse en la actualidad en Alemania.
El grupo se ha descrito como una "simple banda de rock", pero conservandose en un seguimiento de culto, Hasta el momento únicamente solo han sacado 1 álbum de estudio homónimo lanzado en el 2015 que fue recibido con buenas críticas.
El estilo del grupo se ha catalogado post-rock, indie rock, rock alternativo, ambient y con elementos tradicionales de la música árabe.

## Integrantes

### Formación actual
- Anas Maghrebi - vocal, guitarra, percusión (2012 - actualmente)
- Muhammad Bazz - bajo (2012 - actualmente)
- Hikmat Qassar - guitarra, teclados (2012 - actualmente)
- Bashar Darwish - vocal de apoyo, guitarra (2012 - actualmente)
- Dani Shukri - batería (2012 - actualmente)

## Discografía

### Álbumes de estudio
- 2015: "Khebez Dawle" (por descarga digital) (sin discográfica, lanzado de forma independiente)